# Anelosimus elegans
Anelosimus elegans är en spindelart som beskrevs av Ingi Agnarsson 2006. Anelosimus elegans ingår i släktet Anelosimus och familjen klotspindlar. Inga underarter finns listade i Catalogue of Life.